# لمسة عالية
يشير مصطلح لمسة عالية (بالإنجليزية: High-touch)‏ إلى تقديم اهتمام وخدمة شخصية للعملاء، وتستخدم هذه العبارة في عالم الأعمال في العديد من الحالات التي تتطلب وجود الثقة بين العميل والموظف المعني. والمجالات التي تستخدم فيها هذه العبارة، هي الطب، وإدارة الثروات، والعقارات، والقانون. كما في مجال تداولات الأسهم التي تجري عن طريق البشر، وليس التداول الآلي أو الوسطاء عبر الإنترنت.

## أصل العبارة
صاغ هذا المصطلح المؤلف جون نايسبيت في عام 1982، في كتابه التحولات الجذرية. وتوسّع فيها أكثر لاحقاً وبشكل أعمق في كتابه اللاحق تقنية عالية/لمسة عالية.

## في الطب
قد يشير مصطلح التقنية العالية أيضًا إلى التردد الذي يلمس السطح.
في علم الأدوية يمكن أن يشير مصطلح اللمسة العالية إلى الأدوية التي تتطلب التحكم في درجة الحرارة، وإدارة الدواء المستمرة، أو رصد الامتثال للعلاج.

### ذات صلة بالتكنولوجيا العالية
تمت صياغة اللمسة العالية كمصطلح ردًا على "التقنية العالية". التقنية العالية، على عكس اللمسة العالية، تحدث عندما لا يحتاج العملاء إلى تفاعل بشري لأداء أنشطة مثل الإعداد والطلب وإدارة الحساب. تتيح خدمات التقنية العالية، مثل روبوتات الدردشة، للعملاء الحصول على ما يريدون عند الطلب.